# Списак мемоара првих дама Сједињених Америчких Држава
Тринаест првих дама Сједињених Америчких Држава написало је укупно двадесет и два мемоара. Прва дама је домаћица Беле куће и то место традиционално заузима супруга председника Сједињених Америчких Држава, уз неке историјске изузетке.
Сви мемоари првих дама објављени у 20. и 21. веку били су бестселери, понекад надмашујући продају мемоара њихових супруга председника.
Почетком 1800-их, Абигejл Адамс је објавила своју преписку под насловом Letters of Mrs. Adams, the Wife of John Adams. Луиза Адамс је „неколико пута покушала да састави аутобиографију“, иако није имала намере да је икад објави. Memoirs and Letters of Dolley Madison, Wife of James Madison, President of the United States, мемоари Доли Медисон, жене председника Џејмса Медисона, објављени су 1886. године, али их је заправо уредила Лусија Катс, а написала нећака Доли Медисон, Мери Катс.
Џулија Грант је била прва која је написала и покушала да објави своје мемоаре, написавшиThe Personal Memoirs of Julia Dent Grant 1890-их након смрти њеног супруга Јулисиза С. Гранта. Међутим, пре своје смрти 1902. никада није нашла одговарајућег издавача за њих, делом зато што је имала нереална очекивања о њиховој вредности. Мемоари су на крају објављени 1975. Хелен Тафт је прва која је објавила мемоаре још за живота, 1914. Мемоари председничких супружника били су неуобичајени све до 1970-их; у деценијама после Тафта само су Едит Вилсон, Грејс Кулиџ, Еленор Рузвелт и Леди Берд Џонсон написале и објавиле своје мемоаре. Кулиџ је објавила своје мемоаре 1930-их као неколико чланака у The American Magazine. Већина првих дама написала је и објавила најмање један мемоар о свом животу од објављивања својих првих мемоара Бети Форд касних 1970-их.
Рано објављени мемоари су се фокусирали на релативно тривијалне ствари, често у великој мери фокусирајући се на лични живот прве даме. The New York Sun је описао мемоаре Хелен Тафт као „светле, духовите, дивно забавне реминисценције“ по објављивању, а моји мемоари Едит Вилсон критиковали су савремени рецензенти као што је The New York Times због претераног фокусирања на одећу и друштвене догађаје.. Еленор Рузвелт, која је написала четири аутобиографије, означила је промену у садржају мемоара, пишући више о политичким питањима, а мање о свом личном животу. Леди Берд Џонсон сажимала је диктирани транскрипт од два милиона речи у 300.000 за A White House Diary, који је надмашио мемоаре њеног супруга Линдона Б. Џонсона. Током 1960-их Жаклин Кенеди Оназис била је укључена у уређивање две књиге Моли Тајер, Jacqueline Kennedy and Jacqueline Kennedy: The White House Years.
Мемоари које су написале Бети Форд, Розалин Картер и Барбара Буш такође су по продаји надмашиле мемоаре њихових мужева. My Turn од Ненси Реган, објављен 1989. године, добио је надимак Моја опекотина (енгл. My Burn) због „осветничког” извештавања о Регановом животу, посебно у Белој кући. Књига је продата веома добро, остала је на листи бестселера The New York Times више од три месеца. Мемоари Мишел Обаме Becoming су објављени 2018. Добила је преко 60 долара милиона пре објављивања, а књига је продата у преко 11,5 милиона примерака ажурирано: новембар 2019. године. Било је спекулација да Меланија Трамп пише мемоаре или да је у преговорима да то уради.

## Мемоари
| Наслов                                                        | Прва дама        | Издавач                      | Година | Идентификација                    | Белешке    |
| ------------------------------------------------------------- | ---------------- | ---------------------------- | ------ | --------------------------------- | ---------- |
| Personal Memoirs of Julia Dent Grant                          | Џулија Грант     | Putnam Publishing Group      | 1975   | 978-0-399-11386-4 OCLC 1362819    | [ note 1 ] |
| Recollections of Full Years                                   | Хелен Тафт       | Dodd, Mead &amp; Company     | 1914   | OCLC 1071952821                   |            |
| My Memoir                                                     | Идит Вилсон      | Bobbs-Merrill Company        | 1939   | OCLC 300015696                    |            |
| This is My Story                                              | Еленор Рузвелт   | Harper &amp; Brothers        | 1937   | OCLC 1222392544                   |            |
| This I remember                                               | Еленор Рузвелт   | Harper &amp; Brothers        | 1949   | OCLC 1222358304                   |            |
| On My Own: The Years since the White House                    | Еленор Рузвелт   | Harper &amp; Brothers        | 1958   | OCLC 1007583041                   |            |
| The Autobiography of Eleanor Roosevelt                        | Еленор Рузвелт   | Harper &amp; Brothers        | 1961   | OCLC 241967                       | [ note 2 ] |
| A White House Diary                                           | Леди Берд Џонсон | Holt, Rinehart &amp; Winston | 1970   | 978-0-03-085254-1 OCLC 247688211  |            |
| The Times of My Life                                          | Бети Форд        | Harper &amp; Row             | 1978   | 978-0-06-011298-1 OCLC 1089520085 | [ note 3 ] |
| Betty: A Glad Awakening                                       | Бети Форд        | Doubleday                    | 1987   | 978-0-385-23502-0 OCLC 624464837  |            |
| First Lady from Plains                                        | Розалин Картер   | Houghton Mifflin             | 1984   | 978-0-395-35294-6 OCLC 608350043  |            |
| Everything to Gain: Making the Most of the Rest of Your Life  | Розалин Картер   | Random House                 | 1987   | 978-0-394-55858-5 OCLC 1020180943 | [ note 4 ] |
| Nancy: The Autobiography of America's First Lady              | Ненси Реган      | HarperCollins                | 1980   | 978-0-688-03533-4 OCLC 5613799    | [ note 5 ] |
| My Turn: The Memoirs of Nancy Reagan                          | Ненси Реган      | Random House                 | 1989   | 978-0-394-56368-8 OCLC 19921006   | [ note 6 ] |
| Barbara Bush: A Memoir                                        | Барбара Буш      | Scribner                     | 1994   | 978-0-02-519635-3 OCLC 733651482  |            |
| Reflections: Life After the White House                       | Барбара Буш      | Scribner                     | 2004   | 978-0-7432-5582-0 OCLC 57355785   |            |
| Living History                                                | Хилари Клинтон   | Simon &amp; Schuster         | 2003   | 978-0-7432-2224-2 OCLC 961885123  |            |
| Hard Choices                                                  | Хилари Клинтон   | Simon &amp; Schuster         | 2014   | 978-1-4767-5144-3 OCLC 900303720  |            |
| What Happened                                                 | Хилари Клинтон   | Simon &amp; Schuster         | 2017   | 978-1-5011-7556-5 OCLC 1003606642 |            |
| Spoken from the Heart                                         | Лора Буш         | Scribner                     | 2010   | 978-1-4391-5520-2 OCLC 669262090  |            |
| Becoming                                                      | Мишел Обама      | Crown Publishing Group       | 2018   | 978-1-5247-6313-8 OCLC 1079014347 |            |
| Where the Light Enters: Building a Family, Discovering Myself | Џил Бајден       | Flatiron Books               | 2019   | 978-1-250-18234-0 OCLC 1198401967 | [ note 7 ] |